# Cassagne
Cassagne (em occitano:  Cassanha) é uma comuna francesa na região administrativa da Occitânia, no departamento do Alto Garona. Estende-se por uma área de 10.97 km², com 639 habitantes, segundo o censo de 2018, com uma densidade de 58 hab/km².